# Rejon mgliński
Rejon mgliński (ros. Мглинский район) – rejon w Rosji, w obwodzie briańskim, ze stolicą w Mglinie.

## Historia
Ziemie obecnego rejonu mglińskiego w latach 1508–1514 i 1611–1667 znajdowały się na pogranicznych terenach województwa smoleńskiego, w Rzeczypospolitej Obojga Narodów. Od 1667 w granicach Rosji. Od 1781 Mglin był miastem powiatowym. Rejon mgliński utworzono w 1929.

## Bibliografia

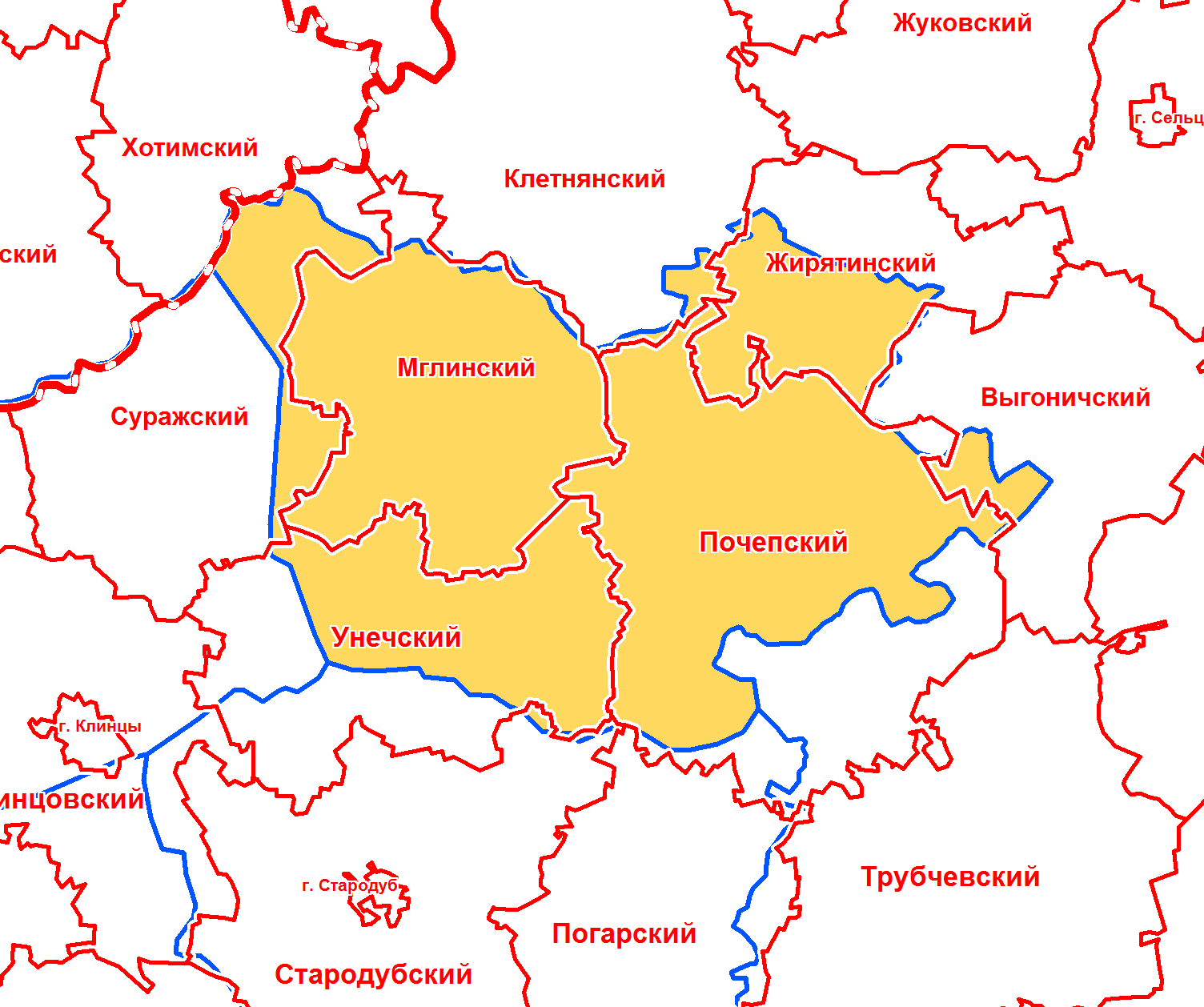
Powiat (ujezd) mgliński na tle granic współczesnych rejonów